# Kenta Shimaoka
Kenta Shimaoka (島岡 健太 Shimaoka Kenta?, nacido el 26 de julio de 1973 en Nabari) es un exfutbolista japonés. Jugaba de centrocampista y su único club fue el Sagan Tosu de Japón.

## Trayectoria

### Clubes
| Club       | País  | Año         |
| ---------- | ----- | ----------- |
| Sagan Tosu | Japón | 1996 - 2001 |